# Malta nos Jogos Olímpicos de Verão de 2004
Malta competiu nos Jogos Olímpicos de Verão de 2004, em Atenas, na Grécia com sete esportistas, disputando cinco modalidades.

## Desempenho

### Natação
Masculino
| Atletas    | Evento      | Baterias  | Baterias | Semifinal | Semifinal | Final       | Final       |
| Atletas    | Evento      | Marca     | Posição  | Marca     | Posição   | Marca       | Posição     |
| ---------- | ----------- | --------- | -------- | --------- | --------- | ----------- | ----------- |
| Neil Agius | 400 m livre | 4min22s14 | 46º      |           |           | Não avançou | Não avançou |